# Ludwig Stumpfegger
SS-Obersturmbannführer (oberstløjtnant) Ludwig Stumpfegger (11. juli 1910 – 2. maj 1945) var en tysk SS-læge under anden verdenskrig og Adolf Hitlers personlige kirurg fra 1944. Han var til stede, da Hitler begik selvmord den 30. april 1945 i førerbunkeren.
Stumpfegger var en dygtig ortopædisk kirurg, som arbejdede på en klinik i Hohenlychen under Karl Gebhardt. På Gebhardts anbefaling blev han 31. oktober 1944 sendt til førerhovedkvarteret på Østfronten. Stumpfegger beundrede Hitler og gav ham sin ubetingede loyalitet. På dette tidspunkt blev Hitler også behandlet af Theodor Morell, som gav ham piller, hvilket blot forværrede tilstanden. Stumpfegger var alligevel påpasselig med ikke at kritisere Morell.
Fra 20. april 1945 opholdt Stumfpegger sig i Førerbunkeren i Berlin. Han boede i to rum i nederste etage i tilknytning til Hitlers private del af bunkeren.
Stumpfegger var blandt dem, som forsøgte at flygte fra førerbunkeren efter Hitlers selvmord 30. april. Arthur Axmann fortalte senere, at han havde set ligene af Stumpfegger og Martin Bormann på det sted, hvor Invalidenstrasse krydser jernbanelinjen, og at de åbenbart var blevet dræbt af russiske soldater den 1. eller 2. maj. Det er også hævdet, at Stumpfegger begik selvmord med en giftampul, da han havde tilgang til sådanne. Det blev i 1971 bekræftet, at både Bormann og Stumpfeggers knogler blev fundet på netop det sted, hvor Axmann havde set deres lig. Der blev fundet glassplinter i begge kraniers kæber, hvilket kan indikere, at de begge døde af at have taget giften cyankalium. Ud over det blev der taget DNA-prøver, der bekræftede begge ligs identitet.
|  | Artiklen om Ludwig Stumpfegger kan blive bedre, hvis der indsættes et (bedre) billede Du kan hjælpe ved at afsøge Wikimedia Commons for et passende billede eller uploade et godt billede til Wikimedia Commons iht. de tilladte licenser og indsætte det i artiklen. |